# Semipalatinsk-21
Semipalatinsk-21 var ett testområde för kärnvapen i Kazakstan, som var en del av Sovjetunionen då testerna pågick. Den första sovjetiska atombomben detonerade i testområdet 29 augusti 1949. Då testområdet stängdes år 2000 hade nästan 500 atomvapen detonerats i området och över en miljon människor hade exponerats för den resulterande radioaktiva strålningen.